# (1577) Reiss
(1577) Reiss ist ein Asteroid des Hauptgürtels, der am 19. Januar 1949 vom französischen Astronomen Louis Boyer in Algier entdeckt wurde.
Der Name des Asteroiden wurde zu Ehren des französischen Astronomen Guy Reiss gewählt.